# Hyllus rotundithorax
Hyllus rotundithorax là một loài nhện trong họ Salticidae.
Loài này thuộc chi Hyllus. Hyllus rotundithorax được Wanda Wesołowska & Anthony Russell-Smith miêu tả năm 2000.